# Stadtgericht Krappitz
Das Stadtgericht Krappitz war ein preußisches Land- und Stadtgericht mit Sitz in Krappitz.

## Geschichte
Mit der preußischen Städteordnung von 1808 verloren die Magistrate ihre Funktion als Eingangsgerichte und es wurden staatliche Stadtgerichte eingerichtet. Nach dem Ende der Befreiungskriege wurden die staatlichen Gerichte (Stadtgerichte und Justizämter) zu Land- und Stadtgerichten zusammengefasst. In Krappitz erfolgte das nicht, das bisherige Stadtgericht Krappitz blieb eigenständig. Zuständiges Oberlandesgericht war das Oberlandesgericht Ratibor.
Sein Sprengel umfasste die Stadt Krappitz mit 1625 Einwohnern (1837) sowie die Ortschaften Kolonie Bunkow und Zuzella mit zusammen 558 Einwohnern, zusammen also 2183 Gerichtseingesessene.
Am Gericht waren ein Land- und Stadtrichter, ein Subalterner und ein Unterbemte beschäftigt. Es handelte sich um ein Gericht 2. Klasse, d. h. da das Gericht weniger als drei Richter hatte, konnten diese nicht als Spruchkörper gemeinsam Beschlüsse fassen.
Das Gericht hatte seinen Sitz im städtischen Rathaus (1854 durch Feuer zerstört).
1849 wurden einheitlich Kreisgerichte gebildet. In Krappitz entstand so die Gerichtskommission Krappitz des [[Kreisgericht 	Oppeln|Kreisgerichts Oppeln]].